# Dínamo-LO
O Dínamo-LO (em russo:  Динамо-ЛО) é um time russo de voleibol masculino da cidade de Sosnovy Bor, Leningrado. Atualmente disputa a Superliga Russa.

## Histórico
O clube de vôlei "Dinamo" foi fundado em maio de 2004, homenageando o Mestre dos Esportes da URSS, Aleksandr Saprykin, tornou-se seu presidente e treinador principal. A equipe entrou na Primeira Liga, onde na época de estreia (2004/05) ficou em 16º lugar, e no ano seguinte passou a 7º. Em dezembro de 2006, o Dínamo venceu o primeiro torneio internacional, Platonov Memorial, derrotando o Avtomobilist São Petersburgo por 3 a 0 na final. Entretanto, a equipa assumiu a liderança na Primeira Liga e na primavera de 2007, tendo conquistado o 2º lugar na fase final, conquistou o direito de passar para a Liga Principal "B".
No verão de 2008, antes do início na Liga Principal "A", o central Yevgeny Mosolkin do Yaroslavich e o ponteiro Vladimir Sukharev do Novosibirsk Lokomotiv foram convidados para a equipe de Sosnovy Bor. A equipe terminou na sétima posição. Na temporada 2009-10, devido a dificuldades financeiras e problemas com os jogadores, o Dínamo não conseguiu arrancar no campeonato e só conseguiu regularizar a situação depois de mudar de treinador principal. Sob a liderança de Oleg Sogrin, a equipe escapou do rebaixamento, ficando em 10º lugar entre 12 participantes. No campeonato seguinte, 2010-11, também não teve sucesso, ficando com o penúltimo lugar, mas manteve-se na Liga Principal "A".
Em junho de 2015, um conhecido jogador de vôlei Oleg Shatunov foi convidado para o cargo de treinador principal do Dínamo-LO . A equipe manteve seus líderes - Alexander Kovalev, os jogadores Anton Botin e Maxim Purin, os bloqueadores Alexander Tkachev e Ilya Parkhomchuk, e reforçou o elenco com o levantador Sergey Andrievsky do Ural, o bloqueador Nikolai Beskrovny do Grozny, o oposto Alexei Pluzhnikov do Yaroslavich, o jogador Alexander Petrov do Prikamye, e já no decorrer da temporada 2015-16, as fileiras da equipe do Dínamo foram reabastecidas pelo fichário da seleção letã Denis Petrov e o jovem jogador Nikita Kukhno da Avtomobilist. As alas de Oleg Sogrin assumiram a liderança na Liga Principal "A" e na luta pela única passagem para a Superliga duas rodadas antes do final do campeonato tornou-se inacessível aos rivais.

## Títulos e resultados

### Campeonatos nacionais
Liga Principal "A"
- Campeão (1x): 2015-16
- Vice-campeão (2x): 2012-13, 2014-15

## Elenco atual
Atletas selecionados para disputar a temporada 2021-22: 
 Técnico:  Alexander Klimkin
| Camisa | Nome                | Posição    | Nacionalidade |
| ------ | ------------------- | ---------- | ------------- |
| 1      | Maxim Zhigalov      | oposto     | russo         |
| 2      | Denis Shenkel       | ponteiro   | russo         |
| 3      | Dmitry Kolenkovsky  | central    | russo         |
| 4      | Artem Melnikov      | central    | russo         |
| 8      | Denis Biryukov      | ponteiro   | russo         |
| 9      | Nikola Jovović      | levantador | sérvio        |
| 10     | Sergei Pirainen     | oposto     | russo         |
| 11     | Valentin Strilchuk  | levantador | russo         |
| 13     | Maxim Purin         | ponteiro   | russo         |
| 15     | Marko Ivović        | ponteiro   | sérvio        |
| 16     | Nikita Vishnevetsky | líbero     | russo         |
| 17     | Sergey Chervyakov   | central    | russo         |
| 22     | Artem Zelenkov      | líbero     | russo         |
| 25     | Alexander Abrosimov | central    | russo         |